# Robert Fortune Sanchez
Robert Fortune Sanchez (* 20. März 1934 in Socorro, New Mexico; † 20. Januar 2012 in Albuquerque, New Mexico) war ein US-amerikanischer Geistlicher und römisch-katholischer Erzbischof von Santa Fe. Er war der erste Bischof hispanischer Abstammung in den Vereinigten Staaten.

## Leben
Robert Fortune Sanchez wuchs in Socorro, New Mexico, auf, wo er die Mount Carmel Catholic School und die Socorro High School besuchte. Er studierte zunächst an der St. Mary’s High School in Phoenix (Arizona), trat dann aber in das Immaculate Heart of Mary Seminary in Santa Fe (New Mexico) ein und studierte am St. Michael’s College (dem späteren College of Santa Fe). Nach Abschluss seiner Studien in Philosophie und Theologie am Päpstlichen Nordamerika-Kolleg in Rom empfing er durch Bischof Martin J. O’Connor am 20. Dezember 1959 die Priesterweihe für das Erzbistum Santa Fe. Er war Seelsorger und Lehrer in Albuquerque und absolvierte Aufbaustudien an der University of New Mexico (Didaktik, 1964) und der Katholischen Universität von Amerika (Kanonisches Recht). 1965 wurde er Diözesandirektor für die Laien. 1968 wurde er in den New Mexico Council of Churches’ Institutional Ministry berufen. Nach weiteren Verwaltungsaufgaben und Tätigkeit in der Seelsorge wurde er Generalvikar der Erzdiözese.
Papst Paul VI. ernannte ihn am 1. Juni 1974 zum Erzbischof von Santa Fe. Die Bischofsweihe spendete ihm im Beisein von 14.000 Gläubigen der Apostolische Delegat in den Vereinigten Staaten von Amerika, Jean Jadot, am 25. Juli 1974; Mitkonsekratoren waren James Peter Davis, emeritierter Erzbischof von Santa Fe, und Patrick Fernández Flores, Weihbischof in San Antonio. Er war Initiator der ersten Diözesan-Jugend-Konferenz. Er war erster Hispanic in der Liturgie- und auch Ökumenekommission der US-amerikanischen Bischofskonferenz und zahlreicher weiterer Institutionen. Papst Johannes Paul II. bestellte ihn zum Mitglied der Kommission für Migration. Er engagierte sich für das Thema HIV/Aids.
Er erklärte am 19. März 1993 seinen Rücktritt, nachdem er gestanden hatte, in den 1970ern und 1980ern sexuelle Beziehungen zu mindestens fünf jungen Frauen in New Mexico unterhalten zu haben. Weiter wurde ihm die Duldung von sexuellem Missbrauch an Kindern durch Priester seiner Diözese vorgeworfen.